# هارمیک (هاروتیون) داوتیان
هارمیک (هاروتیون) داوتیان (ارمنی: Հարմիկ (Հարություն) Դավթյան؛  زادهٔ ۲۱ فوریهٔ ۱۹۲۴- درگذشته ۱۲ نوامبر ۲۰۰۹) پزشک، روان‌پزشکی ارمنی‌تبار اهل ایران بود.

## زندگی‌نامه
وی در ۲۱ فوریهٔ ۱۹۲۴ (۲ اسفند ۱۳۰۲) در تهران به دنیا آمد وی تحصیلات خویش را در مدرسه هایکازیان و کالج آمریکایی تهران به اتمام رساند. و سپس در ۱۹۴۸ (۱۳۲۷) در رشته پزشکی از دانشگاه تهران فارغ‌التحصیل گردید. وی مدرک تخصصی روان‌پزشکی را در سال ۱۹۵۵ (۱۳۳۴) از انستیتو روان‌پزشکی لندن کسب نمود. دکتر داویدیان در کنار فعالیت حرفه‌ای مسئولیت‌های چندی را برعهده داشته که از آن‌جمله می‌توان به ریاست بیمارستان روزبه از سال ۱۹۹۳–۱۹۷۹ (۱۳۲۷–۱۳۵۸) و سمت استادی دانشگاه علوم پزشکی اشاره نمود. وی از سال ۱۹۹۳ (۱۳۷۲) به عضویت فرهنگستان علوم پزشکی ایران و سپس به عضویت فرهنگستان مرکزی ایران درآمد و از مؤسسان انجمن روانپزشکان ایران محسوب می‌گردد. دکتر هاراطون داویدیان در سال ۱۳۷۸ (۱۹۹۹) از سوی سازمان بین‌المللی روانپزشکان به عنوان یکی از پنج روان‌پزشک برجستهٔ جهان انتخاب گردید. به پاس خدمات شایان توجه وی در زمینهٔ تخصص روان‌پزشکی و نیز در هنگام ریاست بیمارستان روزبه کتابخانهٔ این بیمارستان به نام وی نامگذاری گردید. وی در ۱۲ نوامبر ۲۰۰۹ (۲۱ آبان ۱۳۸۸) سن ۸۵ سالگی در تهران درگذشت.

## آثار
وی همچنین مؤلف تعداد زیادی مقالات تخصصی می‌باشد که در مجلات داخلی و خارجی به چاپ رسیده‌اند.

## جوایز
همچنین برندهٔ جوایزی همچون مدال مخیتار هراتسی (۲۰۰۶) شده است.

## یادداشت
1. ↑  բժշկական գիտությունների դոկտոր